# Dragon Age: Redemption
Dragon Age: Redemption — це шести-серійний вебсеріал, заснований на франшизі Dragon Age і створений Феліцією Дей, творцем і зіркою веб-серіалу Гільдія. Дей грає головну роль ельфійки-кунарі Талліс (Tallis), яка полює на мага-відступника кунарі, Серабаза (Saarebas). Успіх місії надзвичайно важливий для Талліс, яка ризикує назавжди розпрощатися зі своєю роллю в суспільстві Кунарі в разі невдачі. Розуміючи, що сама не впорається, вона знаходить собі на допомогу союзників. Дія серіалу розгортається у Вільній Марці (Free Marches) одночасно з подіями Dragon Age II. 
Зйомки проходили в січні 2011 року протягом 12 днів, а дебютний трейлер серіалу був вперше продемонстрований для широкого загалу на популярному американському вечірньому ток-шоу «Пізній вечір з Джиммі Феллоном» 16 лютого 2011 року. Перша серія вийшла 11 жовтня 2011 року, щоб збігтися з релізом доповнення Mark of the Assassin для Dragon Age II, в якому Талліс також відіграє помітну роль. Решта епізодів виходили щотижнево протягом наступних п'яти тижнів.

## Команда
Феліція Дей грає Талліс і описує свою героїню як свавільну та саркастичну, кажучи, що вона хотіла привнести сучасну чуттєвість у роль. Співзасновник BioWare Грег Зещук сказав, що студія була рада працювати з кимось із такою ж пристрастю до ігор, як Дей.
Даг Джонс, відомий такими важкими ролями, як Фавн у Лабіринті Фавна чи Ейб Сапієн у Хеллбої, з’являється тут у ролі Серабаза, головного антагоніста серіалу.
Храмовника Керна грає англо-американський актор Адам Рейнер, британська актриса Марсія Баттіс грає неваррську найманку Нірі, а ельфійського мага Джосмела грає американський актор Масам Холден.
Грег Ароновіц відповідав за спецефекти, реквізит і грим. Він також створив зброю та обладунки для серіалу.
Режисером серіалу став Пітер Вінтер, відомий за своєю продюсерською роботою у «Дні незалежності» та «Зоряній брамі». Він також був режисером кількох епізодів телешоу «Противага». Джон Бартлі з «Загублені» є оператором.

## Список серій
| # | Назва      | Дата показу       |
| --- | ---------- | ----------------- |
| 1 | «Талліс»   | 10 жовтня 2011    |
| Знайомство з головною героїнею, яку спочатку називають «Атлок», Кунарі доручають їй завдання відшукати кунарійського мага-ізгоя, який спочатку був схоплений і ув’язнений кірквольськими храмовниками, але йому вдалося втекти з полону. При вдалому виконанні завдання, їй обіцяють повернути своє втрачене звання «Талліс». У своїх пошуках вона перетинається з храмовником на ім'я Керн, який вистежує того ж самого мага. |            |                   |
| 2 | «Керн»     | 24 жовтня 2011    |
| Талліс і Керн відвідують долійський табір, атакований Серабазом. Там до них приєднується долійський маг Джосмел. |            |                   |
| 3 | «Джосмел»  | 7 листопада 2011  |
| Талліс і її супутники продовжують вистежувати Серабаза. Джосмел розкриває свій талант цілителя і Талліс піддає його вміння суворому випробуванню. |            |                   |
| 4 | «Нірі»     | 21 листопада 2011 |
| Талліс співпрацює з найманкою Нірі у пошуках Серабаза та доповнює передісторію та мотивацію свого персонажа. Епізод розкриває додатковий лор про кунарійську культуру. |            |                   |
| 5 | «Найманці» | 11 грудня 2011    |
| Цей епізод заглиблюється в передісторію та мотивацію Керна, між напарниками відбувається суперечка, коли він намагається вбити Джосмела, але його зупиняє Нірі. |            |                   |
| 6 | «Серабаз»  | 25 грудня 2011    |
| Нарешті героям вдається вистежити Серабаза, який готує ритуал магії крові. |            |                   |